# Anton Wilhelm von Fangen
Anton Wilhelm von Fangen (født 1. februar 1740 i Burhave, Oldenborg, død 26. marts 1804 i Christianssand) var en norsk læge.
Han var søn af købmand Herring von Fangen (1701–50) og Tete Sophie født Francken (1717–?).
Han havde ingen uddannelse i hverken lægekunst eller kirurgi (som var et særskilt speciale på den tid), men blev omkring 1761 ansat som "subchirurgus" i den norske armé søndenfjelds, 1766 befordret til regimentskirurg og 1767 forflyttet som sådan til 1. vesterlenske Regiment med bopæl i Christianssand. Fangen havde stadig ingen eksamen, men havde fået en attest for sine evner fra direktøren for Det kirurgiske Akademi i København.
Her erhvervede han sig en meget indbringende praksis hos de fornemste familier, hvilket pådrog ham de civile lægers uvilje. Den danskfødte provinsialmedikus, dr. med. Johannes Nielsen indgav klage over, at han praktiserede blandt de civile, og opnåede også, at al sådan praksis blev ham forbudt ved kongelig resolution af 22. januar 1785. Men Fangens fornemme kunder ansøgte samme år om, at han måtte fortsætte med sin praksis, og Det kirurgiske Akademi sendte ham en rosende erklæring, hvori Akademiet også oplyste, at han ifølge anmodning havde indsendt en indberetning, der indeholdt en af de bedste beskrivelser over "radesygen" (en kronisk form for syfilis), som hærgede i 1779. Som følge heraf fik han atter (i 1786) tilladelse til at praktisere "interne paa de civile", dvs. kongelig bevilling til at praktisere som læge.
Fangen blev også indviklet i en række af processer med apoteker E. Schultz og hans enke, fordi han forskrev sine medikamenter andetsteds fra og ikke fra byens apotek, men han blev hver gang frifundet for tiltale: Først i Højesteret i 1778 og så atter i 1784, hvor enken efter den nu afdøde apoteker havde anlagt en ny retssag. I 1771 mistede han ved en ildebrand alt, hvad han ejede, og han og kone måtte med fire små børn næsten nøgne redde sig ud af det brændende hus. Han døde i Christianssand 26. marts 1804 "efter 18 Ugers vedholdende Svaghed".
Han blev gift 15. marts 1765 i Aker med Karen Brochmann (født i Aker 1. april 1742, død i Christianssand 29. august 1798), datter af trælasthandler Christen Jørgensen Brochmann (1719–90) og Karen Hansdatter (1716–54). Den norske Fangen-familie nedstammer fra ham.